# Yves Charnet
Yves Charnet, né à Nevers le 6 février 1962, est un écrivain français.

## Biographie

### Études
Ancien élève de l'École normale supérieure de la rue d'Ulm (1983), agrégé de lettres modernes (1989), Yves Charnet soutient, sous la direction de Jean Delabroy en 1995, une thèse intitulée « L'énergie de l'ennui : Baudelaire écrivain du visuel » à l'université Lille-III.

### Enseignement et recherche en lettres
Il vit et travaille à Toulouse où il fonde, en 1996, les enseignements d'arts et cultures à Supaéro.
Spécialiste de la poésie moderne, de Baudelaire à Michel Deguy et Antoine Emaz (pour ne citer que deux de ses grandes admirations parmi les contemporains), il participe, tant en France qu'aux États-Unis, à de nombreux colloques, journées d'études, tables rondes dans ce domaine tout en accompagnant des œuvres de prosateurs singuliers tel que Pierre Bergounioux, Pascal Quignard ou Olivier Rolin. Il en résulte de très nombreux articles dans des revues spécialisées, d'abord d'inspiration académique, avant de s'orienter vers une critique adressée de façon plus lyrique sous forme de « Lettres à… ». 

### Activité littéraire
Commencée dans les années 1990, cette activité prend fin au début des années 2010, avec le choix fait par Yves Charnet de se consacrer exclusivement aux « nouveaux chapitres » de l’« autofiction sans fin » que constitue, aux marges de la prose et de la poésie, son travail d'écrivain. Tous les livres publiés depuis le titre inaugural Proses du fils font, en effet, partie d'un même ensemble poétique, véritable « self-portrait in progress », dont l'impossible somme peut s'intituler Récits d'Yves ou Tentatyves.

## Publications

### Travaux critiques
- Baudelaire : grandes œuvres, commentaires critiques, documents complémentaires, Paris, Nathan, coll. « Balises. Les écrivains », 1991, 127 p., 18 cm (ISBN 2-09-180228-X, OCLC 463694942, BNF 35485972, SUDOC 002488841, présentation en ligne).
- Yves Charnet et Jean Delabroy, Baudelaire : nouveaux chantiers, Villeneuve-d'Ascq, Presses universitaires du Septentrion, coll. « UL3 : travaux et recherches », 1995, 288 p., 24 cm (ISBN 2-86531-066-3, OCLC 408227158, BNF 35784500, SUDOC 003682560, présentation en ligne).
- Yves Charnet (dir.) (colloque international, École normale supérieure de Fontenay-Saint-Cloud, 1er au 3 juin 1995), Le poète que je cherche à être : cahier Michel Deguy, Paris, La Table ronde, 1996, 318 p., 24 cm (ISBN 2-7103-0755-3, OCLC 415078452, BNF 35855460, SUDOC 004034791, présentation en ligne).

### Œuvres
- Proses du fils (préf. Denis Podalydès, postface Jacques Borel), vol. 167, Paris, La Table ronde, coll. « La Petite Vermillon » (réimpr. 2002) (1re éd. 1993), 173 p. (ISBN 2-7103-0584-4 et 2-7103-2513-6, OCLC 469545341, SUDOC 170484696)[6].
- Rien, la vie, Paris, La Table ronde, 1994, 202 p., 21 cm (ISBN 2-7103-0631-X, OCLC 417157498, BNF 35728560, SUDOC 003430219, présentation en ligne).
- Cœur furieux, Paris, La Table ronde, 1997, 181 p., 21 cm (ISBN 2-7103-0812-6, OCLC 39085642, SUDOC 035917334, présentation en ligne).
- Mon amour, Paris, La Table ronde, 2001, 151 p., 21 cm (ISBN 2-7103-2393-1, OCLC 406805482, BNF 37642552, SUDOC 058084584, présentation en ligne).
- Petite chambre, Paris, La Table ronde, 2005, 135 p., 18 cm (ISBN 2-7103-2793-7, OCLC 419808290, BNF 39987257, SUDOC 090268121, présentation en ligne).
- Lettres à Juan Bautista, Paris, La Table ronde, 2008, 197 p., 21 cm (ISBN 978-2-7103-3030-1, OCLC 470747002, BNF 41210206, SUDOC 123552931, présentation en ligne).
- Miroirs de Julien L., Vauvert, Au diable vauvert, 2012, 223 p., 21 cm (ISBN 978-2-84626-404-4, OCLC 795467405, BNF 42654558, SUDOC 161004490, présentation en ligne)[7].
- La tristesse durera toujours, Paris, La Table ronde, 2012, 170 p., 21 cm (ISBN 978-2-7103-7003-1, OCLC 829979693, BNF 43503451, SUDOC 167682938, présentation en ligne)[8].
- Le Divorce, Paris, Belin, coll. « L'extrême contemporain », 2013, 154 p., 22 cm (ISBN 978-2-7011-7502-7, BNF 43581156, présentation en ligne).
- Quatre boules de jazz : nougasongs, Céret, Alter Ego, coll. « Jazz impressions », 2014, 188 p., 21 cm (ISBN 978-2-915528-47-3, OCLC 899376956, BNF 44229924, SUDOC 182782980, présentation en ligne).
- Dans son regard aux lèvres rouges (postface Jean Delabroy), Perros-Guirec, Le Bateau ivre, coll. « Vert nuit », 2017, 261 p., 21 cm (ISBN 979-10-92622-28-7, BNF 45214260, présentation en ligne).
- Chutes, Saint-Benoît-du-Sault, Tarabuste éditeur, coll. « In-stance », 2020, 283 p., 20 cm (ISBN 978-2-84587-512-8, BNF 46636063).

## Lectures, mises en voix et adaptations théâtrales
Initiées dès 1991 après les premières publications en revue (Po&sie, Nioques et NRF), par les comédiens Jacques Bonnaffé et Denis Podalydès, les lectures des livres d'Yves Charnet, qui dit « écrire à l'oreille et pour la voix », n'ont pas cessé d'accompagner son travail,.
Parfois lecteur de ses propres textes, il réalise, depuis quelques années, une formule en tandaime avec son fils, le musicien Augustin Charnet qui l'accompagne aux claviers et au piano.
À partir des Lettres à Juan Bautista, le comédien Arnaud Agnel a adapté pour le théâtre, mis en scène et joué un spectacle intitulé Je ne me sens bien, au fond, que dans des lieux où je ne suis pas à ma place. Créé le 5 septembre 2019 au théâtre antique d'Arles, en présence de Bautista, à la veille de ses adieux triomphals dans les arènes de sa ville, ce spectacle a notamment été repris au théâtre Christian Liger de Nîmes le 23 janvier 2020,.

## Engagements
En 2017, il cosigne une tribune dans Mediapart intitulée « Faire gagner la gauche passe par le vote Mélenchon ».
En octobre 2019, il signe, avec 40 personnalités du monde du spectacle et de la culture, un appel contre l'interdiction de la corrida aux mineurs que la députée Aurore Bergé voulait introduire dans une proposition de loi sur le bien-être animal.
En 2021, il prend position contre le passe sanitaire, estimant qu'il viole le secret médical et codirige la mise en ligne d’une bibliothèque de textes.